# Parada de Ester
Parada de Ester ist ein Ort und eine ehemalige Gemeinde (Freguesia) im portugiesischen Kreis Castro Daire. Die Gemeinde hatte 678 Einwohner (Stand 30. Juni 2011).
Am 29. September 2013 wurden die Gemeinden Parada de Ester und Ester zur neuen Gemeinde União das Freguesias de Parada de Ester e Ester zusammengeschlossen. Parada de Ester ist Sitz dieser neu gebildeten Gemeinde.

## Persönlichkeiten
- João Crisóstomo Gomes de Almeida (1900–1996), römisch-katholischer Geistlicher und Weihbischof in Viseu